# Big (album)
Pour les articles homonymes, voir Big.
Albums de Macy Gray
Live in Las Vegas
(2005)
Big est le quatrième album studio (mais son sixième au total) de la chanteuse américaine de RnB/soul Macy Gray, sorti le 27 mars 2007 sur le label Geffen Records. Elle n'avait pas sorti d'album studio depuis 4 ans.
À la suite de sa sortie, l'album arriva directement à la 39e place du classement américain Billboard 200, vendu à plus de 23 000 exemplaires la première semaine. Ce fut le premier album de Macy Gray à être notifié de l'avertissement parental américain, bien que le boîtier de l'album ne contienne pas la vignette correspondante.
Deux singles issus de l'album ont rapidement vu le jour, le succès international Finally Made Me Happy, un duo avec Natalie Cole et le single Shoo Be Doo. Le titre What I Gotta Do apparaît sur la bande originale du film d'animation Shrek 3. La musique de cet album fut aussi utilisée dans la première saison de la série I Love New York. La couverture de l'album fut largement présenté dans les publicités de l'iPhone d'Apple et fut présente dans les premières boites de l'iPod touch.

## Liste des titres
1. Finally Made Me Happy (featuring Natalie Cole) – 4:02
2. Shoo Be Doo – 4:04
3. What I Gotta Do – 3:08
4. Okay – 4:09
5. Glad You're Here (featuring Fergie) – 2:54
6. Ghetto Love – 3:08
7. One for Me – 4:09
8. Strange Behavior – 3:35
9. Slowly – 3:54
10. Get Out – 4:01
11. Treat Me Like Your Money (featuring will.i.am) – 3:27
12. Everybody – 3:16

### Édition spéciale
1. A.E.I.O.U. – 3:16
2. Breakdown (featuring Romika) – 3:36

### Édition iTunes
1. So Much

## Classements
| Classements (2007)                              | Meilleure Position |
| ----------------------------------------------- | ------------------ |
| Classement IFPIdes albums en République Tchèque | 38                 |
| Classement des albums aux Pays-Bas              | 56                 |
| Classement des albums en Estonie                | 98                 |
| Top 100 européen des albums                     | 99                 |
| Classement des albums en Finlande               | 28                 |
| Classement SNEP des albums en France            | 149                |
| Classement FIMI des albums en Italie            | 33                 |
| Classement Oricon des albums au Japon           | 54                 |
| Classement des albums en Suisse                 | 38                 |
| Classement des albums au Royaume-Uni            | 62                 |
| U.S. Billboard 200                              | 39                 |
| U.S. Billboard Top R&B/Hip-Hop Albums           | 14                 |